# Lista patriarhilor României
Până în prezent România a avut șase patriarhi, personalități marcante ale ortodoxismului. Miron Cristea a fost primul patriarh al României Mari, iar Iustinian Marina a avut cea mai lungă păstorire.
- Miron Cristea (1925-1939)
- Nicodim Munteanu (1939-1948)
- Justinian Marina (1948-1977)
- Iustin Moisescu (1977-1986)
- Teoctist Arăpașu (1986-2007)
- Daniel Ciobotea (din 2007)